# Андрей (Садовский)
Архимандри́т Андре́й (в миру Алексе́й Алексе́евич Садо́вский; 1803, село Мадаев Майдан, Лукояновский уезд, Нижегородская губерния — 14 марта 1898, Ново-Иерусалимский монастырь) — архимандрит Русской православной церкви, настоятель Ново-Иерусалимского монастыря.

## Биография
Закончил Нижегородскую духовную семинарию и священствовал с 1844 года в Нижегородской епархии.
С 1851 года — священник кафедрального собора и книгохранитель библейских и богослужебных книг, принадлежащих Московской синодальной типографии.
С 1852 года — член конторы Архиерейского дома, с 1862 года — эконом Архиерейского дома.
27 ноября 1885 года перемещён из Нижегородской в Московскую епархию и определён в братство московского Покровского Миссионерского монастыря, в котором 30 ноября пострижен в монашество, а 21 декабря назначен его настоятелем и возведён в сан архимандрита.
С 1887 года — действительный член Императорского православного палестинского общества.
С 1889 года — настоятель Симонова монастыря.
С 1890 года — благочинный ставропигиальных монастырей.
26 апреля 1893 года назначен в Воскресенский Новоиерусалимский монастырь с выражением благодарности «за попечение и заботливость об улучшении благосостояния Симонова монастыря».
Скончался после продолжительной болезни 14 марта 1898 года, завещав 500 рублей серебром на украшение храмов, похоронить себя просил «рядом с могилою архим. Мелхиседека», в приделе Мучеников 14 000 младенцев, от Ирода в Вифлееме избиенных, под церковью Рождества Христова.